# 벤자민 프로젝트
《벤자민 프로젝트》(All About The Benjamins)는 미국에서 제작된 케빈 브레이 감독의 2002년 액션, 코미디, 범죄 영화이다. 아이스 큐브 등이 주연으로 출연하였고 아이스 큐브 등이 제작에 참여하였다. 이 영화는 2002년 3월 극장 개봉되었으며 부정적인 평가를 받았다. 그럼에도 불구하고 이 영화는 준수한 박스오피스 히트를 쳤다.

## 출연

### 주연
- 아이스 큐브
- 마이크 엡스

### 조연
- 에바 멘데스
- 토미 플라나건
- 카멘 채플린
- 발라리 래 밀러
- 로저 구에버 스미스
- 안소니 마이클 홀

## 기타
- 공동제작: 더글라스 커티스
- 미술: J. 마크 해링튼
- 의상: 소피 카르보넬
- 배역: 마리 베뉴
- 배역: 앤 맥카시
- 배역: 펠리시아 파사노